# Arctornis clavimicruncus
Arctornis clavimicruncus är en fjärilsart som beskrevs av Holloway 1999. Arctornis clavimicruncus ingår i släktet Arctornis och familjen tofsspinnare. Inga underarter finns listade i Catalogue of Life.